# Марійківська сільська рада
Марі́йківська сільська́ ра́да — колишня адміністративно-територіальна одиниця та орган місцевого самоврядування в Жашківському районі Черкаської області. Адміністративний центр — село Марійка.

## Загальні відомості
- Населення ради: 333 особи (станом на 2001 рік)

## Населені пункти
Сільській раді були підпорядковані населені пункти:
- с. Марійка

## Склад ради
Рада складалася з 12 депутатів та голови.
- Голова ради: Саранюк Ніна Петрівна
- Секретар ради: Покуль Наталія Леонідівна

### Керівний склад попередніх скликань
| Прізвище, ім'я, по батькові | Основні відомості                                                 | Дата обрання | Дата звільнення |
| --------------------------- | ----------------------------------------------------------------- | ------------ | --------------- |
| Саранюк Ніна Петрівна       | Сільський голова, 1960 року народження, освіта вища, позапартійна | 26.03.2006   | 31.10.2010      |
| Саранюк Ніна Петрівна       | Сільський голова, 1960 року народження, освіта вища, позапартійна | 31.10.2010   |                 |

Примітка: таблиця складена за даними сайту Верховної Ради України

### Депутати
За результатами місцевих виборів 2010 року депутатами ради стали:

#### За суб'єктами висування
| Суб'єкт висування               | Кількість обраних депутатів | %    |
| ------------------------------- | --------------------------- | ---- |
| Самовисування                   | 6                           | 50   |
| Партія регіонів                 | 4                           | 33,3 |
| Політична партія «Наша Україна» | 2                           | 16,7 |

#### За округами
| № округу                        | Прізвище, ім'я, по батькові      | Дата визнання обраним | Освіта  | Партійна приналежність                | Відомості про обраного депутата                                   |
| ------------------------------- | -------------------------------- | --------------------- | ------- | ------------------------------------- | ----------------------------------------------------------------- |
| Партія регіонів                 |                                  |                       |         |                                       |                                                                   |
| 6                               | Каганський Іван Леонідович       | 02.11.2010            | середня | позапартійний                         | тимчасово не працює                                               |
| 9                               | Покуль Наталія Леонідівна        | 02.11.2010            | середня | член Партії регіонів                  | Сільська рада с. Марійка, секретар сільської ради                 |
| 10                              | Корнілаєва Людмила Володимирівна | 02.11.2010            | середня | позапартійна                          | Територіальний центр, соціальний працівник                        |
| 11                              | Ковтонюк Марія Олександрівна     | 02.11.2010            | середня | позапартійна                          | Сільська рада с. Марійка, головний бухгалтер                      |
| Політична партія «Наша Україна» |                                  |                       |         |                                       |                                                                   |
| 1                               | Войта Іван Іванович              | 02.11.2010            | середня | член Політичної партії «Наша Україна» | ТОВ «Марійка», завідучий складом                                  |
| 5                               | Войта В'ячеслав Іванович         | 02.11.2010            | середня | член Політичної партії «Наша Україна» | Шляховобудівне управління № 3 м. Київ, дорожній робітник          |
| Самовисування                   |                                  |                       |         |                                       |                                                                   |
| 2                               | Чуприна Микола Іванович          | 02.11.2010            | середня | позапартійний                         | пенсіонер                                                         |
| 3                               | Ткачук Надія Миколаївна          | 02.11.2010            | середня | член Соціалістичної партії України    | фельдшерсько-акушерський пункт с. Марійка, завідувачка            |
| 4                               | Саранюк Віктор Васильович        | 02.11.2010            | вища    | позапартійний                         | ВАТ"Жашківська рибомеліоративна станція", голова правління        |
| 7                               | Курдибан Валентина Михайлівна    | 02.11.2010            | середня | позапартійна                          | фельдшерсько-акушерський пункт с. Марійка, молодша медична сестра |
| 8                               | Плющ Галина Олексіївна           | 02.11.2010            | середня | член Соціалістичної партії України    | пенсіонер                                                         |
| 12                              | Завертаний Дмитро Михайлович     | 02.11.2010            | середня | позапартійний                         | Фермерське господарство «Стерх», голова                           |